# Рауль Паес
Рауль Паес (ісп. Raúl Páez, нар. 26 травня 1937, Кордова) — аргентинський футболіст, що грав на позиції захисника.
Виступав, зокрема, за клуб «Сан-Лоренсо», з яким ставав чемпіоном Аргентини, а також національну збірну Аргентини, у складі якої брав участь у чемпіонаті світу.

## Клубна кар'єра
У дорослому футболі дебютував 1958 року виступами за команду «Сан-Лоренсо». Разом із командою в 1959 році він здобув титул чемпіона Аргентини, завдяки якому брав участь у першому розіграші Кубка  Лібертадорес 1960. Там «Сан-Лоренсо» дійшов до півфіналу, де у трьох матчах програв уругвайському клубу «Пеньяроль», який в підсумку і виграв трофей. У 1961 році разом із «Сан-Лоренсо» Паес став віце-чемпіоном Аргентини. Загалом у команді Рауль провів десять сезонів, взявши участь у 214 матчах чемпіонату. Більшість часу, проведеного у складі «Сан-Лоренсо», був основним гравцем захисту команди
Завершив ігрову кар'єру у команді «Кільмес», за яку виступав протягом сезону 1968 року. Всього він зіграв 222 матчі в аргентинській лізі і забив 3 голи.

## Виступи за збірну
Не провівши жодної гри у складі національної збірної Аргентини, він потрапив у заявку на чемпіонат світу 1962 року у Чилі. Там Паес провів два матчі групового етапу проти збірних Болгарії та Англії, останню зустріч проти Угорщини Паес пропустив, а команда зіграла її внічию через що не вийшла з групи. Після чемпіонату світу він провів лише один міжнародний матч у складі збірної.

## Титули і досягнення
- Чемпіон Аргентини (1):

«Сан-Лоренсо»: 1959